# Emma di Austrasia
Emma di Austrasia, conosciuta anche come Ymma (... – 642), è stata un membro della famiglia reale austrasiana nei primi decenni del VII secolo. Spesso la si identifica con la Emma (o Ymma) che sposò Eadbald, re del Kent.

## Vita
Emma era una figlia di Teodeberto II, re dell'Austrasia dal 595 al 612. Quest'ultimo aveva sempre mostrato poco interesse per il Regno del Kent, ma nel 601 Papa Gregorio I gli scrisse comunque pregandolo di supportare la campagna dei due missionari Paolino di York e Mellito di Canterbury, che avrebbe avuto base a Canterbury.
Nel 616, sul trono del Kent salì Eadbald, la cui madre, Bertha, era una principessa franca, della stirpe dei Merovingi. Quando salì sul trono, Eadbald, era un seguace della tradizionale religione germanica ma, dopo un incontro con l'arcivescovo Lorenzo di Canterbury, si convertì al cristianesimo e ripudiò la sua prima moglie che, in quanto anche sua precedente matrigna, non sarebbe mai stata accettata dalla chiesa cristiana. Questa conversione sembra che abbia portato alla creazione di relazioni più strette tra il regno del Kent e quello dei Franchi, tanto che Eadbald sposò in seconde nozze una cristiana di nome Emma che, negli annali dell'abbazia di Sant'Agostino, è identificata come figlia del re dei Franchi (da qui l'identificazione con Emma di Austrasia
). 
Tuttavia, S. E. Kelly, nella voce su Eadbald da lui scritta per l'Oxford Dictionary of National Biography, sostiene che la credenza che Eadbald abbia sposato la figlia di Teodeberto sia il risultato di un equivoco tra Eadbald a Adaloaldo, re dei Longobardi. Kelly dà infatti più credito all'ipotesi secondo la quale la moglie di Eadbald fosse la figlia di Ercinoaldo, Maggiordomo di palazzo della Neustria e del Burgundia dal 641 al 658.
Qualunque delle due sia, stando a quanto scritto nella Kentish Royal Legend (letteralmente: Leggenda reale del Kent), una raccolta di testi medievali databili all'undicesimo secolo che descrive diversi membri della famiglia reale del Kent del settimo e dell'ottavo secolo, la Emma che sposò Eadbald ebbe tre figli: Eormenred, Eorcenberht ed Eanswith.
Si sa che essa morì nel 642, due anni dopo il marito, e che fu sepolta accanto ad Eadbald nella chiesa di Santa Maria, una chiesta fatta costruire dallo stesso Eadbald all'interno dell'amministrazione del monastero dei Santi Pietro e Paolo, monastero che più tardi sarà incorporato nell'edificio normanno dell'abbazia di Sant'Agostino. Proprio in occasione della costruzione della struttura normanna, attorno al 1087, le sue reliquie furono probabilmente traslate, assieme a quelle di Eadbald, nel transetto meridionale dell'abbazia.

## Albero genealogico
L'albero genealogico di questa parte della famiglia reale del Kent nel sesto e settimo secolo è derivato dalle vecchie cronache latine e anglosassoni. Il regno di Etelberto I dovrebbe essere iniziato attorno al 560, Eadbald divenne re nel 616 e regnò fino alla sua morte, nel 640, quando gli succedette suo figlio Eorcenberht (che secondo alcuni regnò assieme a Eormenred). Egberto salì sul trono nel 664 e morì nel 673 quando sul trono del Kent salì suo fratello Hlothhere, che regnò fino al 685. Il figlio di Egberto, Eadric, regnò dal 685 al 686 (forse anche insieme a suo zio Hlothhere).
|                          |                          |                          |                          |                          |                          |  |  | Santo Etelberto I re del Kent | Santo Etelberto I re del Kent | Santo Etelberto I re del Kent | Santo Etelberto I re del Kent | Santo Etelberto I re del Kent | Santo Etelberto I re del Kent |  |  |                              |                              |                              |                              | Santa Bertha                 | Santa Bertha                 | Santa Bertha | Santa Bertha | Santa Bertha               | Santa Bertha               |                            |                            |                            |                            |  |  |                |                |                |                |                |                |  |  |                 |                 |                 |                 |                 |                 |  |  |            |            |            |            |            |            |  |  |            |            |            |            |            |            |
|                          |                          |                          |                          |                          |                          |  |  | Santo Etelberto I re del Kent | Santo Etelberto I re del Kent | Santo Etelberto I re del Kent | Santo Etelberto I re del Kent | Santo Etelberto I re del Kent | Santo Etelberto I re del Kent |  |  |                              |                              |                              |                              | Santa Bertha                 | Santa Bertha                 | Santa Bertha | Santa Bertha | Santa Bertha               | Santa Bertha               |                            |                            |                            |                            |  |  |                |                |                |                |                |                |  |  |                 |                 |                 |                 |                 |                 |  |  |            |            |            |            |            |            |  |  |            |            |            |            |            |            |
|                          |                          |                          |                          |                          |                          |  |  |                               |                               |                               |                               |                               |                               |  |  |                              |                              |                              |                              |                              |                              |              |              |                            |                            |                            |                            |                            |                            |  |  |                |                |                |                |                |                |  |  |                 |                 |                 |                 |                 |                 |  |  |            |            |            |            |            |            |  |  |            |            |            |            |            |            |
|                          |                          |                          |                          |                          |                          |  |  |                               |                               |                               |                               |                               |                               |  |  |                              |                              |                              |                              |                              |                              |              |              |                            |                            |                            |                            |                            |                            |  |  |                |                |                |                |                |                |  |  |                 |                 |                 |                 |                 |                 |  |  |            |            |            |            |            |            |  |  |            |            |            |            |            |            |
| Edvino re di Northumbria | Edvino re di Northumbria | Edvino re di Northumbria | Edvino re di Northumbria | Edvino re di Northumbria | Edvino re di Northumbria |  |  | Santa Etelburga di Liminge    | Santa Etelburga di Liminge    | Santa Etelburga di Liminge    | Santa Etelburga di Liminge    | Santa Etelburga di Liminge    | Santa Etelburga di Liminge    |  |  | Eadbaldo re del Kent         | Eadbaldo re del Kent         | Eadbaldo re del Kent         | Eadbaldo re del Kent         | Eadbaldo re del Kent         | Eadbaldo re del Kent         |              |              | Emma                       | Emma                       | Emma                       | Emma                       | Emma                       | Emma                       |  |  |                |                |                |                |                |                |  |  |                 |                 |                 |                 |                 |                 |  |  |            |            |            |            |            |            |  |  |            |            |            |            |            |            |
| Edvino re di Northumbria | Edvino re di Northumbria | Edvino re di Northumbria | Edvino re di Northumbria | Edvino re di Northumbria | Edvino re di Northumbria |  |  | Santa Etelburga di Liminge    | Santa Etelburga di Liminge    | Santa Etelburga di Liminge    | Santa Etelburga di Liminge    | Santa Etelburga di Liminge    | Santa Etelburga di Liminge    |  |  | Eadbaldo re del Kent         | Eadbaldo re del Kent         | Eadbaldo re del Kent         | Eadbaldo re del Kent         | Eadbaldo re del Kent         | Eadbaldo re del Kent         |              |              | Emma                       | Emma                       | Emma                       | Emma                       | Emma                       | Emma                       |  |  |                |                |                |                |                |                |  |  |                 |                 |                 |                 |                 |                 |  |  |            |            |            |            |            |            |  |  |            |            |            |            |            |            |
|                          |                          |                          |                          |                          |                          |  |  |                               |                               |                               |                               |                               |                               |  |  |                              |                              |                              |                              |                              |                              |              |              |                            |                            |                            |                            |                            |                            |  |  |                |                |                |                |                |                |  |  |                 |                 |                 |                 |                 |                 |  |  |            |            |            |            |            |            |  |  |            |            |            |            |            |            |
|                          |                          |                          |                          |                          |                          |  |  |                               |                               |                               |                               |                               |                               |  |  |                              |                              |                              |                              |                              |                              |              |              |                            |                            |                            |                            |                            |                            |  |  |                |                |                |                |                |                |  |  |                 |                 |                 |                 |                 |                 |  |  |            |            |            |            |            |            |  |  |            |            |            |            |            |            |
| Santa Sexburga di Ely    | Santa Sexburga di Ely    | Santa Sexburga di Ely    | Santa Sexburga di Ely    | Santa Sexburga di Ely    | Santa Sexburga di Ely    |  |  | Eorcenberht re del Kent       | Eorcenberht re del Kent       | Eorcenberht re del Kent       | Eorcenberht re del Kent       | Eorcenberht re del Kent       | Eorcenberht re del Kent       |  |  | Santa Eanswida di Folkestone | Santa Eanswida di Folkestone | Santa Eanswida di Folkestone | Santa Eanswida di Folkestone | Santa Eanswida di Folkestone | Santa Eanswida di Folkestone |              |              | Eormenred ? re del Kent    | Eormenred ? re del Kent    | Eormenred ? re del Kent    | Eormenred ? re del Kent    | Eormenred ? re del Kent    | Eormenred ? re del Kent    |  |  | Oslafa         | Oslafa         | Oslafa         | Oslafa         | Oslafa         | Oslafa         |  |  |                 |                 |                 |                 |                 |                 |  |  |            |            |            |            |            |            |  |  |            |            |            |            |            |            |
| Santa Sexburga di Ely    | Santa Sexburga di Ely    | Santa Sexburga di Ely    | Santa Sexburga di Ely    | Santa Sexburga di Ely    | Santa Sexburga di Ely    |  |  | Eorcenberht re del Kent       | Eorcenberht re del Kent       | Eorcenberht re del Kent       | Eorcenberht re del Kent       | Eorcenberht re del Kent       | Eorcenberht re del Kent       |  |  | Santa Eanswida di Folkestone | Santa Eanswida di Folkestone | Santa Eanswida di Folkestone | Santa Eanswida di Folkestone | Santa Eanswida di Folkestone | Santa Eanswida di Folkestone |              |              | Eormenred ? re del Kent    | Eormenred ? re del Kent    | Eormenred ? re del Kent    | Eormenred ? re del Kent    | Eormenred ? re del Kent    | Eormenred ? re del Kent    |  |  | Oslafa         | Oslafa         | Oslafa         | Oslafa         | Oslafa         | Oslafa         |  |  |                 |                 |                 |                 |                 |                 |  |  |            |            |            |            |            |            |  |  |            |            |            |            |            |            |
|                          |                          |                          |                          |                          |                          |  |  |                               |                               |                               |                               |                               |                               |  |  |                              |                              |                              |                              |                              |                              |              |              |                            |                            |                            |                            |                            |                            |  |  |                |                |                |                |                |                |  |  |                 |                 |                 |                 |                 |                 |  |  |            |            |            |            |            |            |  |  |            |            |            |            |            |            |
|                          |                          |                          |                          |                          |                          |  |  |                               |                               |                               |                               |                               |                               |  |  |                              |                              |                              |                              |                              |                              |              |              |                            |                            |                            |                            |                            |                            |  |  |                |                |                |                |                |                |  |  |                 |                 |                 |                 |                 |                 |  |  |            |            |            |            |            |            |  |  |            |            |            |            |            |            |
| Egberto re del Kent      | Egberto re del Kent      | Egberto re del Kent      | Egberto re del Kent      | Egberto re del Kent      | Egberto re del Kent      |  |  | Hlothhere re del Kent         | Hlothhere re del Kent         | Hlothhere re del Kent         | Hlothhere re del Kent         | Hlothhere re del Kent         | Hlothhere re del Kent         |  |  | Merewalh re del Magonsete    | Merewalh re del Magonsete    | Merewalh re del Magonsete    | Merewalh re del Magonsete    | Merewalh re del Magonsete    | Merewalh re del Magonsete    |              |              | Domne Eafe                 | Domne Eafe                 | Domne Eafe                 | Domne Eafe                 | Domne Eafe                 | Domne Eafe                 |  |  | Santo Etelredo | Santo Etelredo | Santo Etelredo | Santo Etelredo | Santo Etelredo | Santo Etelredo |  |  | Santo Etelberto | Santo Etelberto | Santo Etelberto | Santo Etelberto | Santo Etelberto | Santo Etelberto |  |  | Eormenburg | Eormenburg | Eormenburg | Eormenburg | Eormenburg | Eormenburg |  |  | Eormengyth | Eormengyth | Eormengyth | Eormengyth | Eormengyth | Eormengyth |
| Egberto re del Kent      | Egberto re del Kent      | Egberto re del Kent      | Egberto re del Kent      | Egberto re del Kent      | Egberto re del Kent      |  |  | Hlothhere re del Kent         | Hlothhere re del Kent         | Hlothhere re del Kent         | Hlothhere re del Kent         | Hlothhere re del Kent         | Hlothhere re del Kent         |  |  | Merewalh re del Magonsete    | Merewalh re del Magonsete    | Merewalh re del Magonsete    | Merewalh re del Magonsete    | Merewalh re del Magonsete    | Merewalh re del Magonsete    |              |              | Domne Eafe                 | Domne Eafe                 | Domne Eafe                 | Domne Eafe                 | Domne Eafe                 | Domne Eafe                 |  |  | Santo Etelredo | Santo Etelredo | Santo Etelredo | Santo Etelredo | Santo Etelredo | Santo Etelredo |  |  | Santo Etelberto | Santo Etelberto | Santo Etelberto | Santo Etelberto | Santo Etelberto | Santo Etelberto |  |  | Eormenburg | Eormenburg | Eormenburg | Eormenburg | Eormenburg | Eormenburg |  |  | Eormengyth | Eormengyth | Eormengyth | Eormengyth | Eormengyth | Eormengyth |
|                          |                          |                          |                          |                          |                          |  |  |                               |                               |                               |                               |                               |                               |  |  |                              |                              |                              |                              |                              |                              |              |              |                            |                            |                            |                            |                            |                            |  |  |                |                |                |                |                |                |  |  |                 |                 |                 |                 |                 |                 |  |  |            |            |            |            |            |            |  |  |            |            |            |            |            |            |
|                          |                          |                          |                          |                          |                          |  |  |                               |                               |                               |                               |                               |                               |  |  |                              |                              |                              |                              |                              |                              |              |              |                            |                            |                            |                            |                            |                            |  |  |                |                |                |                |                |                |  |  |                 |                 |                 |                 |                 |                 |  |  |            |            |            |            |            |            |  |  |            |            |            |            |            |            |
| Eadric re del Kent       | Eadric re del Kent       | Eadric re del Kent       | Eadric re del Kent       | Eadric re del Kent       | Eadric re del Kent       |  |  | Merefin                       | Merefin                       | Merefin                       | Merefin                       | Merefin                       | Merefin                       |  |  | Santa Mildred                | Santa Mildred                | Santa Mildred                | Santa Mildred                | Santa Mildred                | Santa Mildred                |              |              | Santa Mildburga di Wenlock | Santa Mildburga di Wenlock | Santa Mildburga di Wenlock | Santa Mildburga di Wenlock | Santa Mildburga di Wenlock | Santa Mildburga di Wenlock |  |  | Santa Mildgita | Santa Mildgita | Santa Mildgita | Santa Mildgita | Santa Mildgita | Santa Mildgita |  |  |                 |                 |                 |                 |                 |                 |  |  |            |            |            |            |            |            |  |  |            |            |            |            |            |            |